# Animace
Animace je filmová technika, jejíž podstata spočívá v manipulaci se statickými obrázky tak, aby se vytvořilo zdání plynulého pohybu.
Slovo „animace“ má svůj původ v latinském výrazu „anima“ neboli duše. Animovat tedy znamená oduševňovat, tzn. dávat duši, přičemž slovo „duše“ je zde chápáno jako ekvivalent slova „život“. Proto lze slovo „animace“ překládat jako „oživení“ nebo „probouzení nadšení“, ale také jako „naplnění životem“ či „duchem“.
Princip animace představuje záznam na sebe navazující sekvence snímků, které jsou každý o sobě statický a drobně se od sebe liší. Při rychlém zobrazování těchto snímků postupně za sebou vzniká díky setrvačnosti lidského oka dojem plynulého pohybu. Snímky se však musí přehrávat takovou rychlostí, kterou už oko nepostřehne.

## Princip animace

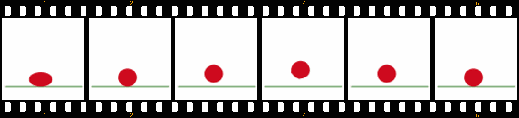
Takto vypadá šest snímků animace

Když se zobrazí těchto šest snímků vhodnou rychlostí za sebou, vznikne dojem pohybu.
Takto vypadá animace složená z výše uvedených snímků a přehraná rychlostí 2 snímky za sekundu:
Takto vypadá tatáž animace, avšak přehraná rychlostí 10 snímků za sekundu:

## Animace – základ filmu
Animace je i základem pro film, který (společně s televizorem a dalšími zobrazovacími přístroji) využívá téhož efektu. Lidské oko má určitou setrvačnost, tzn. obraz zůstává po určitou dobu zaznamenán na sítnici. Tento efekt se nazývá anglickými slovy „persistence of vision“. Díky tomu se dá vytvořit iluze spojitého pohybu pomocí rychle se střídajících obrázků. Film obvykle využívá 24 snímků za jednu sekundu. Jde o frekvenci, při které již lidské oko vidí spojitý obraz. Starší filmové kamery používaly nižší počet snímků za sekundu, například 16, ruční kamery dokonce i kolem 10. Televize v normě PAL používá frekvenci 25 snímků za sekundu, v normě NTSC 29,97 snímků za sekundu. Při klasické animaci se animovaný film vytváří pomocí specializovaných filmových trikových kamer, kdy jednotlivá políčka filmu jsou kamerou fotografována postupně obrázek po obrázku, a to mnohem pomaleji než je snímán klasický film běžnou filmovou kamerou.
Produkce klasické animace obvykle začíná poté, co je příběh převeden na skript animovaného filmu, ze kterého je odvozen storyboard. Storyboard svým vzhledem připomíná panely komiksu. Jednotlivé záběry jsou v něm zakresleny tak, jak jdou po sobě. Každý záběr se skládá ze scény, hraní a jakýchkoliv pohybů kamery, které budou ve filmu přítomny. Obrázky umožňují animačnímu týmu přehledně naplánovat vývoj zápletky a kompozici snímků. Autoři scénářů se poté pravidelně scházejí s režisérem a sekvenci dle potřeby překreslují a „přebudovávají“ tak dlouho, dokud nedojde k jejímu konečnému schválení.

## Původní význam
V původním významu (před vynálezem filmu) se výraz „animace“ užíval zejména pro chvíli, kdy zárodek projeví život samostatným pohybem. V křesťanství se jím rozumí okamžik spojení duše s tělem.

## Techniky

Příkladem ručně kreslené animace je tento běžící kůň, jehož pohyb byl vytvořen pomocí rotoskopie na základě fotografií od Eadwarda Muybridge

### Tradiční
Tradiční animace (známá také jako celuloidová nebo ručně kreslená animace) se užívala při tvorbě většiny animovaných filmů 20. století. U filmu vytvořeného pomocí tradiční animace představují jednotlivé snímky ve skutečnosti fotografie či kresby, které se prvně nakreslí na papír. Každý obrázek se vždy lehce liší od toho předchozího, díky čemuž vznikne iluze pohybu. Kresby jsou poté obtáhnuty nebo okopírovány na průhledné acetátové neboli celuloidové listy. Následuje kolorování, během něhož se barvy nanáší na opačnou stranu listu než kde se nachází daná perokresba. Hotové listy jsou dále po jednom nasnímány oproti barevnému pozadí speciálním snímacím přístrojem a poté převedeny na filmový pás.
S příchodem 21. století se však tento tradiční proces celuloidové animace stal zastaralým. Kresby i pozadí se začaly skenovat, nebo kreslit přímo do počítačového systému. Ke kolorování a simulaci pohybu kamery a efektů se používá řada specializovaných softwarů. Výsledná animace se poté přenese na vybrané přenosové médium, například na tradiční 35mm film, neboli kinofilm, či na některé z novějších médií, která disponují digitálním videem. Vzhled tradiční celuloidové animace je však stále zachován. Stejně tak práce animátorů se za posledních devadesát let příliš nezměnila. Někteří tvůrci animací užívají termín „tradigitální“ (slovní hříčka, jež vznikne spojením slov „tradiční“ a „digitální“) k popisu takové celuloidové animace, při níž se počítačové technologie využívají ve zvýšené míře.
Příkladem tradičně animovaných filmů může být Pinocchio (Spojené státy, 1940), Farma zvířat (Velká Británie, 1954), Lucky a Zorba (Itálie, 1998) či Iluzionista (Velká Británie, Francie, 2010). Mezi tradiční animované filmy vytvořené pomocí počítačové technologie patří například  Lví král (Spojené státy, 1994), Princ egyptský (Spojené státy, 1998), Akira (Japonsko, 1988), Cesta do fantazie (Japonsko, 2001), Trio z Belleville (Francie, 2003) či Brendan a tajemství Kellsu (Irsko, Francie, Belgie, 2009). Z české tvorby se jedná například o filmy Zasadil dědek řepu (1945), Zvířátka a Petrovští (1946) či Pérák a SS (1946) od filmaře a ilustrátora Jiřího Trnky.

#### Totální
Totální animace zahrnuje užití detailních kreseb a věrohodných pohybů postav, čímž se dosáhne vytvoření plynulé animace, jež je typická pro vysoce kvalitní tradičně animované filmy. Jejich styly se v praxi mohou výrazně lišit, některé jsou například více realistické, jako tomu je u snímků studia Walt Disney (Malá mořská víla, Kráska a zvíře, Aladin, Lví král), jiné zase více „karikaturní“, čehož příkladem mohou být kreace studia Warner Bros. Spousta děl studia Disney byla vytvořena pomocí totální animace, stejně jako řada snímků od dalších autorů, například Tajemství N.I.M.H. (Spojené státy, 1982), Železný obr (Spojené státy, 1999) či Ztracená hvězda (Španělsko, 2007). 
Totální animace je poměrně obtížná technika, jelikož animátor v každé fázi animace naráz kreslí určitou postavu i s jejím pozadím. Pro každou fázi tak vznikne zcela nový obraz, přičemž daná kresba se použije za celý záběr pouze jednou. U totální animace jsou tak střih i pohyby kamery tvořeny zcela výhradně skrze animaci. Z toho důvodu je zapotřebí 12 až 24 kreseb, aby mohla vzniknout jediná sekunda filmu, čímž se docílí kýžené plynulosti, typické pro totální animaci.

#### Limitovaná
Limitovaná animace se vyznačuje především méně detailními či více stylizovanými kresbami. Pohyby postav by se daly charakterizovat jako trhané či „skákavé“. U limitované animace se používá méně kreseb za sekundu než např. u totální animace, čímž se limituje její plynulost. Na druhou stranu je tato technika ekonomičtější. Jejími průkopníky byli například tvůrci ze studia UPA (United Productions of America). Někteří umělci užívají limitovanou animaci jakožto metodu, pomocí níž se mohou umělecky vyjádřit, jak je tomu například u snímků Gerald McBoing Boing (Spojené státy, 1951), Žlutá ponorka (Velká Británie, 1968) či japonského anime. Tento typ animace se však používá především k produkci hospodárně výhodného animovaného obsahu pro média a televizi (např. snímky studia Hanna-Barbera, známého jako Cartoon Network, tvorba společnosti Filmation a dalších televizních animačních studií) a také pro internet (např. webové kreslené pohádky).

#### Rotoskopie
Rotoskopie je další z technik animace. V roce 1917 si ji nechal patentovat Max Fleischer, polsko-americký animátor a vynálezce rotoskopu. U rotoskopie animátoři sledují pohyb skutečných herců snímek po snímku. Zdrojový film může být přímo převeden do animované podoby, a to díky překreslení obrysů herců do kreseb, jak se tomu stalo např. ve filmu Pán prstenů (Spojené státy, 1978). Původní hraný film může být také využit stylizovaným a expresivním způsobem, jako ve snímcích Sním či bdím? (Spojené státy, 2001) či Temný obraz (Spojené státy, 2006). Dalšími příklady filmů vytvořených technikou rotoskopie jsou Oheň a led (Spojené státy, 1983), Heavy Metal (Spojené státy, 1981) či Aku no Hana (Japonsko, 2013).

#### Kombinování hraného filmu s kreslenou animací
Kombinování hraného filmu s kreslenou animací je technika, při níž se ručně kreslené postavy umisťují do skutečného prostředí natočeného kamerou, či se naopak reální herci pohybují v prostředí animovaném. Jeden z prvních příkladů užití této techniky představuje postava klaun Koko, kterou animátoři kreslili přes předem natočené záběry. Také Walt Disney a Ub Iwerks toto kombinování využívali, a to při tvorbě série Alice Comedies (1923–1927), v níž dětská herečka vstoupí do animovaného světa. Dalšími příklady mixování hraného filmu s kreslenou animací jsou snímky Allegro non troppo (Itálie, 1976), Falešná hra s králíkem Rogerem (Spojené státy, 1988), Let vetřelece (Itálie, 1991), Space Jam (Spojené státy, 1996) či Agent Bílá krvinka (Spojené státy, 2001).

### Stop motion
Stop motion, pookénková neboli fázová animace je technika animace, při níž tvůrci mezi jednotlivými snímky ručně upravují a posouvají reálný objekt, čímž následně po spojení těchto jednotlivých snímků vytvoří iluzi pohybu. Existuje mnoho různých typů fázové animace. Obvykle jsou nazvané dle materiálu, který byl při jejich tvorbě použit. Také je možno využít velkou řadu počítačových softwarů, jež jsou k vytváření tohoto typu animace přímo určené. Tradiční fázová animace je sice obvykle levnější, avšak ve srovnání s počítačovou animací také výrazně časově náročnější.

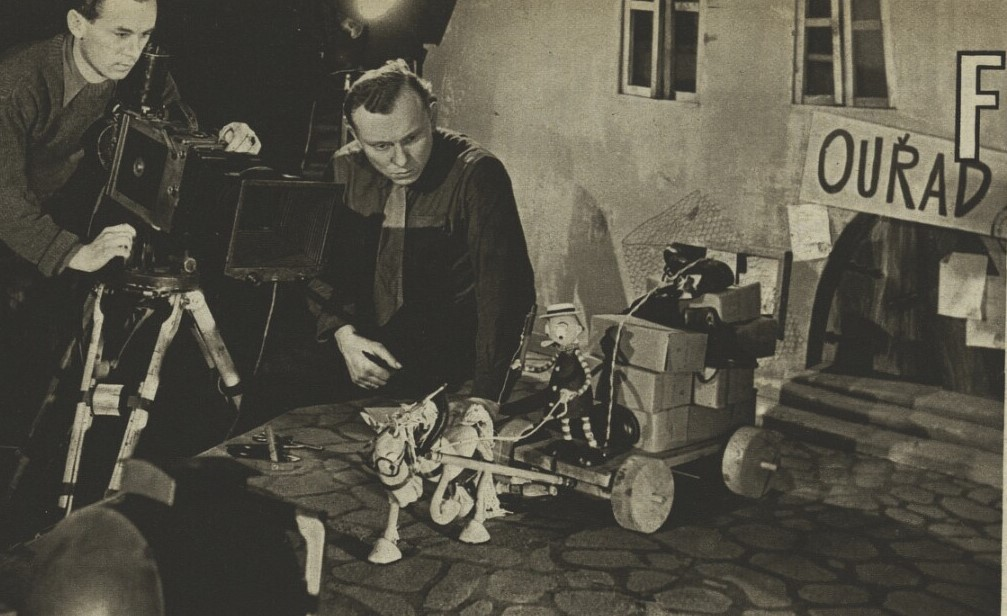
Takto to například vypadalo při natáčení filmu Pan Prokouk ouřaduje (1947). Loutky bylo vždy třeba před zachycením dalšího záběru ručně upravit do požadované polohy

#### Loutková animace
Na rozdíl od modelové animace, kde loutky interagují s herci v reálném světě, se postavičky u loutkového typu animace pohybují pouze v uměle vytvořeném prostředí. Loutky jsou obvykle konstruované tak, aby byly zcela stabilní a pohyblivé měly jen určité klouby. Snímky vytvořené pomocí loutkové animace zahrnují například The Tale of the Fox (Francie, 1937), Ukradené Vánoce (Spojené státy, 2005), Mrtvá nevěsta Tima Burtona (Spojené státy, 2005), Koralína a svět za tajnými dveřmi (Spojené státy, 2009) či skečový komediální televizní seriál pro dospělé Robot Chicken (Spojené státy, 2005 – dosud) režiséra Setha Greena. Příkladem české loutkové animace jsou filmy Císařův slavík (1948), Bajaja (1950), Dva mrazíci (1954) a Kybernetická babička (1962) od Jiřího Trnky. Známé jsou i například filmy o panu Prokoukovi (40. a 50. léta 20. století) od režiséra a animátora Karla Zemana. Loutkovou animací proslula i česká scenáristka, režisérka a animátorka Hermína Týrlová. K jejím stěžejním dílům patří kromě Ferdy Mravence (1942) také snímky Vzpoura hraček (1946), Uzel na kapesníku (1958) nebo Hvězda betlémská (1969).

##### Puppetoon
Puppetoon je typ animace, v němž se místo jedné loutky s pohyblivými částmi používá více verzí téže postavičky. Pro každý záběr se zvolí vhodná verze – například s jiným výrazem v obličeji, či v odlišné póze. S touto technikou přišel americký animátor maďarského původu George Pal.

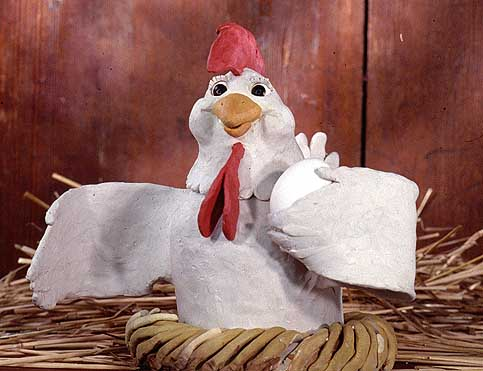
Scéna z finské televizní reklamy, jež byla vytvořena pomocí hliněné animace

#### Hliněná animace či Plastelínová animace
V těchto typech animace se používají figurky vyrobené z hlíny či podobně tvárného materiálu. Postavičky jsou zpevněny výztuží nebo drátěnou kostrou, díky čemuž může figurka zaujímat různé pózy. Rovněž je možné, aby byly postavy vytvořeny jen čistě z hlíny, jako tomu je ve filmech amerického animátora Bruce Bickforda, v nichž hliněná stvoření nabírají různé podoby. Příklady děl využívající tuto animační techniku zahrnují The Gumby Show (Spojené státy, 1957–1967), Mio a Mao (Itálie, 1974–2005), sérii krátkých filmů Morph (Velká Británie, 1977–2000), sérii krátkých filmů Wallace a Gromit (Velká Británie, 1989), The Trap Door (Velká Británie, 1984) či Možnosti dialogu (Československo, 1982) od českého animátora Jana Švankmajera. Z filmů to jsou například Wallace & Gromit: Prokletí králíkodlaka (Velká Británie a Spojené státy, 2005), Slepičí úlet (Velká Británie, Spojené státy a Francie, 2000) nebo The Adventures of Mark Twain (Spojené státy, 1985).

##### Strata-cut animace
Strata-cut je typ hliněné animace, jehož podstatou je porcování „bochníku“ hlíny připomínajícího chléb. Uvnitř bochníku se skrývají různé obrázky, které se při jeho krájení na tenké plátky postupně odkrývají. Animační kamera při každém řezu zabírá jeden snímek odřezávaného konce bochníku, což nakonec vede k odhalení výsledného pohybu vytvořeného pomocí původně schovaných obrázků.

#### Plošková animace
Iluze pohybu u tohoto typu fázové animace spočívá v rozpohybování dvourozměrných kusů papíru, látky, či jiného materiálu. Ploškovou animaci využil kupříkladu americký filmový režisér a výtvarník Terry Gilliam v televizním seriálu Monty Pythonův létající cirkus (Velká Británie, 1969–1974). Dále byla použita například při tvorbě francouzsko-československého animovaného sci-fi filmu Divoká planeta (1973). Dalšími příklady užití jsou Pohádka pohádek (Rusko, 1979), pilotní epizoda komediálního seriálu pro dospělé Městečko South Park (Spojené státy, 1997) tvůrců Matta Stonea a Treye Parkera či hudební klip Live for the moment od kapely Verona Riots (produkce: Alberto Serrano a Nívola Uyá, Španělsko, 2014).

##### Siluetová animace
Siluetová animace je formou ploškové animace, avšak postavy jsou u tohoto typu nasvíceny zezadu tak, aby byly ve výsledku viditelné pouze jejich siluety. Příkladem mohou být filmy Dobrodružství prince Achmeda (Výmarská republika, 1926) a Princové a princezny (Francie, 2000).

#### Modelová animace
Tento typ fázové animace byl vytvořen, aby mohlo docházet k prolínání reálného a animovaného světa. K interakci animovaných postav nebo objektů s živými herci a prostředím se používají střihy, matte paintingové techniky a též rozdělené obrazovky. Příkladem modelové animace může být tvorba animátora Raye Harryhausena, již lze spatřit ve filmu Jáson a Argonauti (Spojené státy, 1963) či scény v King Kongovi (Spojené státy, 1933) vytvořené animátorem Willisem H. O'Brienem.

##### Go motion
Go motion je typ pokročilé modelové animace, při němž animátoři používají různé techniky, aby vytvořili tzv. pohybovou neostrost mezi jednotlivými snímky, což naopak v tradiční fázové animaci žádoucí není. S touto technikou přišla americká společnost Industrial Light & Magic, která se zabývá vizuálními efekty, společně s režisérem a producentem Philem Tippettem, když vytvářeli speciální efekty pro film Star Wars: Epizoda V – Impérium vrací úder (Spojené státy, 1980). Dalším příkladem postavy vytvořené pomocí go motion animace může být drak jménem „Vermithrax“, jenž vystupuje ve filmu Drakobijce (Spojené státy, 1981).

#### Objektová animace
Při objektové animaci se místo speciálně vyrobených ohebných či tvárných figurek využívají běžné předměty, například kuchyňské nádobí či hračky.

##### Grafická animace
U grafické animace používají animátoři místo kreslených obrazů plochý grafický materiál (fotografie, novinové výstřižky, časopisy atd.). Manipulují s ním postupně snímek po snímku tak, aby vytvořili iluzi pohybu. Někdy místo grafickým materiálem pohybují naopak kamerou, aby dosáhli kýženého efektu.

##### Brickfilm
Dalším typem objektové animace je tzv. brickfilm, u něhož se k vytvoření animovaného díla používá stavebnice Lego nebo jí podobné hračky.

#### Pixilace
Pixilace je specifickým typem animace, při níž se místo statických objektů rozpohybovává lidská postava. Její využití umožňuje animátorům vytvořit řadu surrealistických efektů – například mizení a objevování se, zdánlivé klouzání lidí po zemi a mnoho dalších. Příkladem pixilace může být film The Secret Adventures of Tom Thumb (Velká Británie, 1993), seriál Angry Kid (Velká Británie, 2000–2016), či Oscarem oceněný film Sousedé (Kanada, 1952) od filmového režiséra a animátora skotského původu Normana McLarena.

## Česká animovaná tvorba
Animace zaměřená především na dětské diváky má v České republice dlouhou a bohatou tradici. Už od roku 1945 byly v českých kinech pravidelně uváděny projekce pro děti. Jejich hlavními charakteristikami byly především pestrost témat, žánrů, zvoleného výtvarného řešení a použité technologie animace. Dlouhou tradici mají v Česku i animované Večerníčky, při jejichž tvorbě využívají tvůrci různé animační techniky a postupy.
Za průkopníka profesionální české filmové animace je považován kreslíř a režisér Karel Dodal. Spolu se svou manželkou Irenou Dodalovou založili roku 1932 v Praze IRE-film – první profesionální ateliér animovaného filmu v tuzemsku. Hlavní animátorkou ateliéru se stala Dodalova první manželka Hermína Týrlová, která náleží spolu s Karlem Zemanem a Jiřím Trnkou k nejvýznamnějším osobnostem poválečné československé filmové animované tvorby.

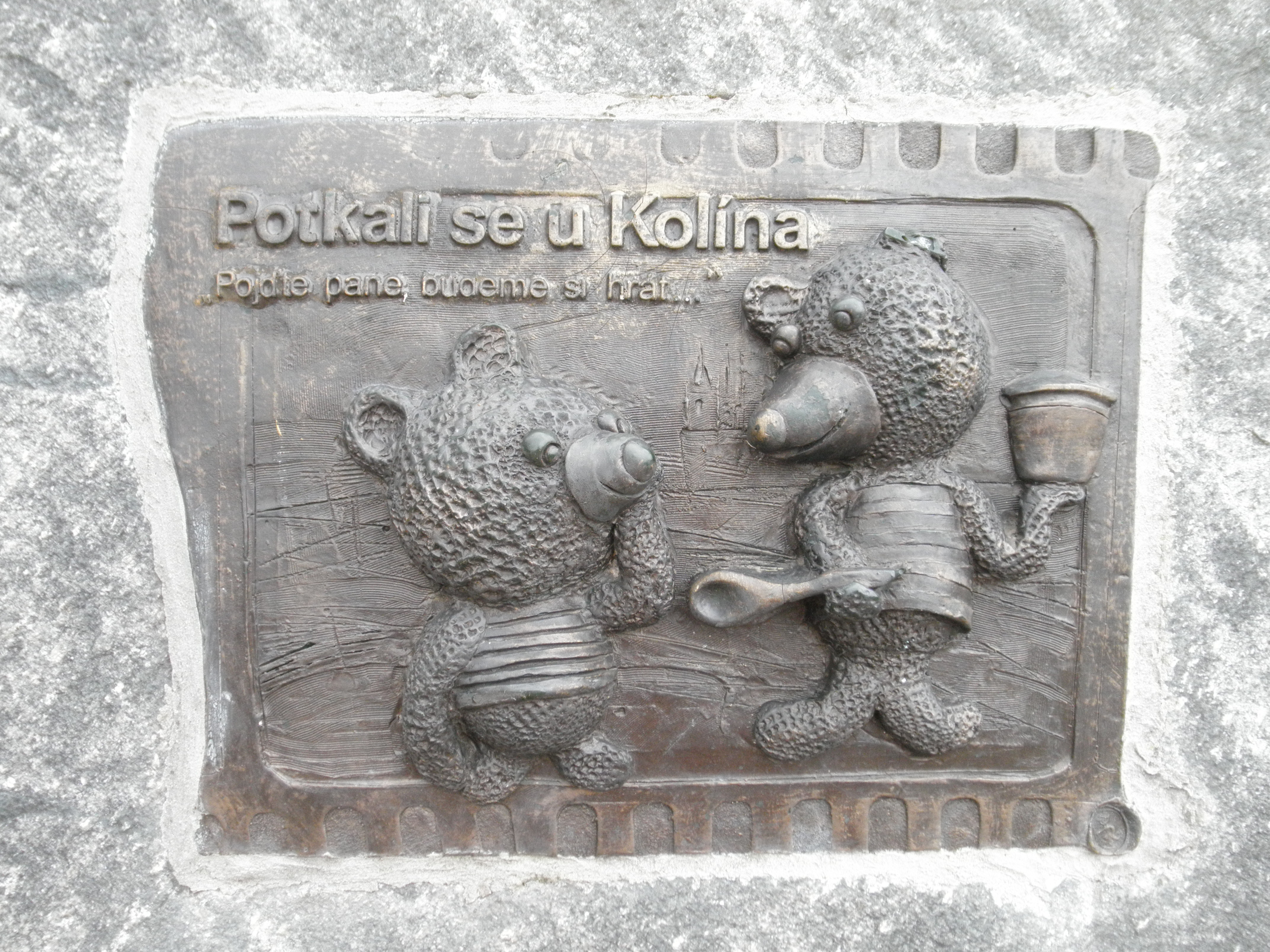
Medvědi ze seriálu Pojďte pane, budeme si hrát mají v Kolíně dokonce svou pamětní desku. Scénka na ní trefně pochází z dílu Potkali se u Kolína

### Příklady českých animovaných děl pro děti
- Svatba v korálovém moři (1944)
- Vzpoura hraček (1947)
- Čert a Káča (1955)
- Míček Flíček (1956)
- O krtkovi (1957–2002) – seriál
- Vláček Kolejáček (1959)
- O místo na slunci (1959)
- Proč pláče žirafa (1960)
- Malování pro kočku (1960)
- Dvě klubíčka (1962)
- Špatně namalovaná slepice (1963)
- Vlněná pohádka (1964)
- Otýlie a 1580 kaněk (1965)
- Kámen a život (1965)
- Pojďte pane, budeme si hrát (1965) – seriál
- Zlatovláska (1973)
- Příhody Ferdy Mravence (1977)
- Čarodějův učeň (1977)
- Zahrada (1977)
- Loupežnická pohádka (1980)
- Konec kouzelníka Uhanuly (1981)
- Pošťácká pohádka (1982)
- Doktorská pohádka (1982)
- Jak ulovit mamuta (1982)
- Sněhulákův sen (1986)
- Myší kočičiny (1987)
- Slova slova (1988)
- Autíčková romance (1990)
- Fimfárum (2002)
- Malý Pán (2015)
- Pasáček vepřů (2017)
- Myši patří do nebe (2021)
- Tonda, Slávka a kouzelné světlo (2023)
- a mnohé další...